# Каре-каре
Каре-каре — це філіппінське рагу (каре походить від «карі»), яке містить густий пікантний арахісовий соус. Як правило, його готують із тушкованого бичачого хвоста, яловичого рубця, свинячих кульок, телячих, свинячих лап або рисаків, різних шматків свинини, тушкованої яловичини та іноді субпродуктів. Додаються овочі, такі як баклажани, пекінська капуста або інша зелень, дайкон, стручкова квасоля, бамія та спаржева квасоля. Рагу приправляють меленим смаженим арахісом або арахісовим маслом, цибулею та часником. Воно забарвлене аннато і може бути згущене підсмаженим або звичайним меленим рисом. Варіанти каре-каре можна готувати як з морепродуктами, такими як креветки, кальмари, мідії, так і виключно з овочів.
Зазвичай додають приправи та інші смакові добавки. Його часто їдять із багуном (креветковою пастою), іноді приправленим чилі, ginisáng bagoong (приправленою та обсмаженою креветковою пастою) і поливають соком каламансі. Інші приправи додають до столу. Варіанти можуть включати козяче м'ясо або (рідше) курку.
Традиційно жодна філіппінська фієста не обходиться без каре-каре.
У більш сучасному варіанті класичного філіппінського каре-каре використовується інша страва як основне м'ясо для цієї страви. Свинина — одне з найбільш економних і простих у приготуванні видів м'яса. Найпоширенішими видами м'яса, які використовують для каре-каре, є лечон (який також використовується для лечон кавалі) і хрустка пата (хрустка свиняча гомілка). Альтернативними основними білками є тофу, яловичина, яловича гомілка, маскаранг бака або хрящ із коров'ячої морди та рубець.

## Історія
Історія каре-каре як філіппінської страви сягає глибини століть. Існує чотири історії про походження каре-каре. Перше — це те, що воно прийшло з Пампанги (провінції, яка стала відомою на всю країну як «кулінарна столиця Філіппін»). Народ Капампанган часто має репутацію людей, які готують їжу досхочу та придумують смачні ситні страви. По-друге, це страва, зокрема соус, із галеонів Акапулько. Його ключовий інгредієнт, мані або арахіс, широко транспортувався в ньому, як і кукурудза, також з імперії ацтеків і з далеких країн. Мексиканські провінції Коста-Пасіфіка Халіско та Герреро продовжують подавати Ломо Енкакауатадо, практично ту саму страву. Різниця полягає лише в сорті свинячої частини. У Мексиці це корейка/Ломо або Maciza. На Філіппінах це свинячий або бичачий хвіст. Слово «Каре-Каре» є нібито зменшувальним від «Карі», що було терміном для позначення «золотисто-коричневого» — насправді так іспанці та португальці називали коричневих тубільців, яких вони бачили у своїх портах заходу. Третя походить від королівських страв еліти Моро, яка оселилася в Манілі до прибуття іспанців (у Сулу та Таві-Таві каре-каре залишається популярною стравою). Четверта історія — це індійські сипаї з Південної Індії, які оселилися на Філіппінах під час британської окупації Маніли. Сумуючи за домом, вони імпровізували власну кухню з доступних матеріалів. Вони називали це карі-каарі, карі, а тепер каре-каре. Його назва походить від редуплікації там. கறி, трансліт. kaṟi, дос. «curry; густий соус». Каре-каре має смак, схожий на сате через арахіс у соусі.

## Підготовка

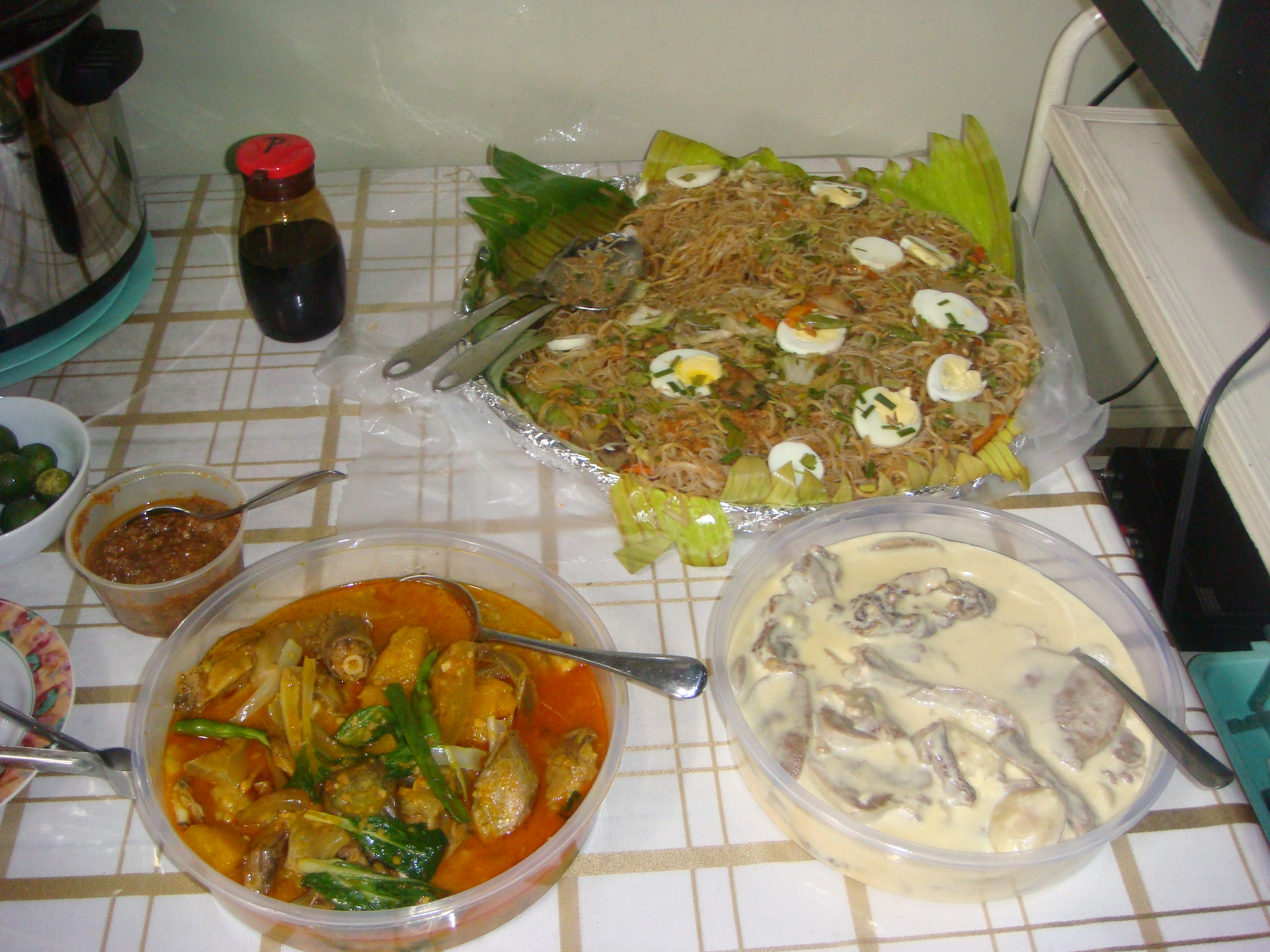
Каре-каре, ленгуа з білим соусом і панчіт кантон-бігон

Бичачий хвіст (зі шкірою) нарізають на шматочки довжиною 2 дюйми. Бичачий рубець варять до готовності. Іноді додають шматочки бичачих лап або гомілок. Коли м'ясо стане м'яким, суп стане желатиновим. Мелений смажений арахіс (або арахісове масло) і мелений смажений клейкий рис додають, щоб зробити суп густішим. Для додання кольору додається анато. Овочі, які використовуються для каре-каре, становлять бутон квітки молодого банана або «серце» (puso ng saging), баклажани, стручкову квасолю та китайську капусту (pechay).
Каре-каре часто подається гарячим з особливим багунг аламангом (пастою з солоних креветок).